# 飯岡温泉
飯岡温泉（いいおかおんせん）は、千葉県旭市にある温泉。

## 泉質
- ナトリウム-炭酸水素塩冷鉱泉
  - 泉温　17℃

## 温泉地
九十九里浜北端付近の飯岡海岸沿いに宿泊施設が点在している。
うち、温泉を引いているのは2軒の宿泊施設と日帰り温泉施設「飯岡福祉センター」が存在する。宿泊施設でも日帰り入浴可能。

## 歴史
- 1972年（昭和47年）4月　-「健康ランド　伸幸館」としてオープン。
- 2006年（平成18年）7月　- 現経営者に業務移管し、「グロリア九十九里浜」としてオープンした。
- 2009年（平成21年）- グロリアが改装を行った。
- 2011年（平成23年）- 東日本大震災の影響で「国民宿舎いいおか荘」が一時休業。
- 2015年（平成27年）-「国民宿舎いいおか荘」が「いいおか潮騒ホテル」へ名称変更し、改装。

## アクセス
鉄道
- JR総武本線飯岡駅より市内循環コミュニティバスに乗車 （乗車時間15分）東町バス停下車、徒歩1分。

自動車
- 東関東自動車道大栄ICより東総有料道路、国道126号経由、車で110分。